# Yoshio Kikugawa
Yoshio Kikugawa (japonès: 菊川凱夫)  (Fujieda, 12 de setembre de 1944 - Kyoto, 2 de desembre de 2022) fou un futbolista japonès que disputà setze partits amb la selecció japonesa.